# Skaly pod Pariakovou
Skalky pod Pariakovou je přírodní památka v oblasti Prešov.
Nachází se v katastrálním území obce Juskova Voľa v okrese Vranov nad Topľou v Prešovském kraji. Území bylo vyhlášeno v roce 1987 na rozloze 60,0 ha. Ochranné pásmo nebylo stanoveno.